# Philosepedon opposita
Philosepedon opposita är en tvåvingeart som först beskrevs av Banks 1901.  Philosepedon opposita ingår i släktet Philosepedon och familjen fjärilsmyggor. Inga underarter finns listade i Catalogue of Life.